# هافمن پوینت (کالیفرنیا)
هافمن پوینت (به انگلیسی: Hoffman Point) یک منطقهٔ مسکونی در ایالات متحده آمریکا است که در شهرستان فرسنو، کالیفرنیا واقع شده‌است. هافمن پوینت ۴۵۰ متر بالاتر از سطح دریا واقع شده‌است.